# Ewald Dörken
Die Ewald Dörken AG ist ein deutsches mittelständisches Chemieunternehmen mit Sitz in Herdecke. Das Familienunternehmen ist in den vier Geschäftsbereichen Bauverbundfolien, Mikroschicht-Korrosionsschutzsysteme, Bautenfarben und Pastensysteme am Markt tätig.

## Geschichte

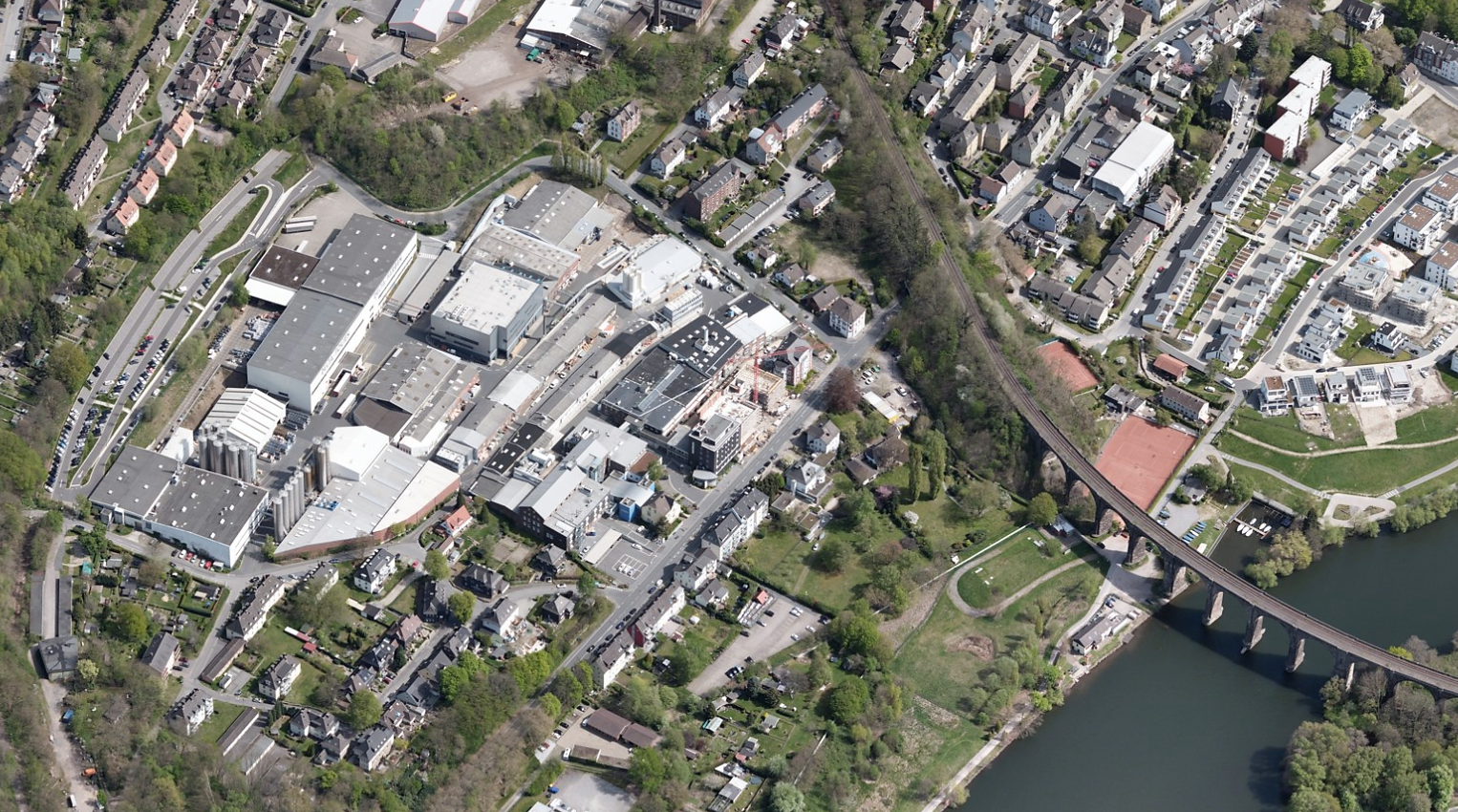
Luftbild der Ewald Dörken AG

1892 gründeten Carl und Ewald Dörken die Ewald Dörken OHG zur Produktion von Lacken, Lack- und Rostschutzfarben. 1929 wurde die Ewald Dörken AG gegründet und die Unternehmensleitung ging an die zweite Familiengeneration über. Gemeinsam mit Fritz Kemner bildeten Karl Dörken und Heinrich Herminghaus, Schwiegersohn von Carl Dörken, den Vorstand der neuen Aktiengesellschaft. Ewald Dörken und Hellmut Herminghaus traten 1951 als dritte Generation in das Unternehmen ein.
1987 gründete Werner Richard (1916–1987), Schwiegersohn von Carl Dörken, die gemeinnützige Werner Richard – Dr. Carl Dörken Stiftung zur Förderung des Kulturlebens, der Wissenschaft und zur Erhaltung von Baudenkmälern in Westfalen. Im August 1987 unterschrieb Werner Richard die Gründungssatzung und übertrug einen Teil seines Vermögens einschließlich seiner Gesellschaftsanteile auf die Stiftung. Nach Werner Richards Tod im Dezember 1987 ging sein gesamtes Vermögen mit Ausnahme kleinerer Vermächtnisse auf die Stiftung über.
Im Frühjahr 1992 feierte das Unternehmen sein 100. Jubiläum. Gleichzeitig traten Ute Herminghaus-Böcking und Karl E. Dörken als vierte Generation in den Vorstand ein. Die Vorstandsmitglieder der dritten Generation, Ewald Dörken und Hellmut Herminghaus, wechselten in den Aufsichtsrat.
1995 wurde ein Produktionsstandort in Kanada eröffnet, 1998 einer in der Nähe des Herdecker Stammsitzes im Hagener Ortsteil Vorhalle und 2005 ein weiterer in der Türkei.
Im September 2013 wurde der Spatenstich zum Start der Bauarbeiten für eine neue Spinnvliesfertigung in Hagen-Vorhalle gefeiert. Mit 35 Millionen Euro ist es die bislang größte Einzelinvestition in der Unternehmensgeschichte. Die Eröffnung der neuen Spinnvliesproduktion fand im Mai 2015 statt.
Seit Januar 2016 ist Thorsten Koch Vorstand der Ewald Dörken AG.

## Kennzahlen
Im Geschäftsjahr 2014 setzte der Konzern rund 283 Millionen Euro um. Der Anteil des Segments Bauverbundfolien machte dabei 61 %, Bautenfarben, Lacke, Mikrokorrosionsschutz und Pastensysteme 39 % des Umsatzes aus. Nach geographischen Märkten verteilen sich die Umsätze zu 51 % auf Deutschland und zu 49 % auf ausländische Märkte.

## Tochtergesellschaften
Wesentliche hundertprozentige Tochtergesellschaften sind:
- Dörken GmbH & Co. KG, Herdecke (Bauverbundfolien)
- Dörken MKS-Systeme GmbH & Co. KG, Herdecke (Mikroschichtkorrosionsschutz)
- Protec Systempasten GmbH, Herdecke (Tönpastensysteme)
- CD-Color GmbH & Co. KG, Herdecke (Baufarben)
- Multitexx GmbH & Co. KG, Herdecke (Spinnvliese)

Ferner unterhält der Konzern zahlreiche in- und ausländische Beteiligungen (überwiegend zu 100 %). Bis auf eine kanadische und eine türkische Gesellschaft handelt es sich dabei um reine Vertriebsgesellschaften.